# Giorgio delle Nazioni
Giorgio delle Nazioni (... – febbraio 724) è stato un vescovo cristiano orientale e scrittore siro.

## Biografia
Giorgio delle Nazioni, noto anche come Giorgio degli arabi o anche Giorgio vescovo degli arabi, studiò in gioventù nel monastero di Qinnasrin (circa 30 km a sud di Aleppo), dove fu allievo di Severo Sebokht († 667) e condiscepolo di Giacobbe di Edessa. Studiò inoltre sotto la guida di Attanasio di Balad (futuro patriarca di Antiochia della Chiesa ortodossa siriaca dal 683/84 al 686/87). Il 21 novembre 686 fu consacrato vescovo della Chiesa ortodossa siriaca ("giacobita") delle tribù arabe cristiane di Tay, Uqayl e Tunukh. La sede di questa diocesi era la città di Aqula, vale a dire Al-Kufa; e il vescovo giacobita risiedeva in un monastero in prossimità della città. Giorgio esercitò il suo incarico fino alla morte.

## Opere
Giorgio delle Nazioni fu, insieme a Giacobbe di Edessa e Attanasio di Balad, uno dei principali eruditi della Chiesa giacobita della sua epoca. Le opere che ci sono rimaste sono:
- Alcuni commentari di libri della Bibbia. Alcuni estratti di essi sono citati nei commentari di autori posteriori: il patriarca Giorgio I (758–790), il monaco Severo[1], Dioniso bar Salibi e Barebreo.
- Un commentario sui sacramenti della Chiesa, soprattutto il battesimo, l'unzione e l'eucaristia.
- Una raccolta di scoli sulle omelie di Gregorio Nazianzeno.
- Una gran parte del settimo libro (sull'uomo) dello Hexaemeron (I sei giorni della Creazione) di Giacobbe di Edessa (l'autore, morto nel 708, li aveva lasciati incompiuti).
- Una traduzione in siriaco dell'Organon di Aristotele. Non eseguita da lui, in quanto dichiarò in una sua lettera di non conoscere il greco. Ma nella quale ogni libro è preceduto da un'introduzione, ed ogni sezione è seguita da un commentario. Questa opera fu considerata da Ernest Renan come il commentario più importante e più preciso di questo testo in siriaco, conservato in maniera incompleta su 244 pagine in un manoscritto della British Library di Londra, con la traduzione in caratteri grandi mentre il commentario è scritto più in piccolo.
- Sei omelie metriche in versi di 12 sillabe: 
  - Una sulla Santa cresima.
  - Una, lunga, su Severo di Antiochia. Questa è l'unica delle sei di attribuzione indiscussa.
  - Una consacrata a dei monaci solitari.
  - Una sul calendario liturgico.
  - Una sulla domenica delle Palme.
  - Una sui Quaranta martiri di Sebaste.
- Un Cantico (Sughitha) in versi eptasillabi sul sacrificio di Abramo.
- Dodici lettere, undici delle quali sono custodite presso la British Library di Londra, e ricoprono 140 pagine di manoscritti:
  - Una datata maggio 717 indirizzata a Mari, Superiore del monastero di Tell Adda, è una risposta a 22 domande su delle eresie.
  - Una datata 5 gennaio 715 indirizzata al diacono Barhadbshabba del monastero di beth Meluta o Talitha.
  - Una indirizzata all'eremita Giosuè di Baneb è una risposta ad una domanda su un'eresia.
  - Una datata luglio 714 indirizzata ancora a Giosuè di Baneb è una risposta a nove domande su Afraate il Saggio persiano, ed una confutazione delle sue predizioni sulla fine del mondo, della sua opinione secondo cui al momento della morte l'anima è inumata in un corpo insensibile, ecc;
  - Una datata ancora luglio 714 indirizzata allo stilita Giovanni di Atharib, è una risposta ad otto domande sull'astronomia.
  - Una datata marzo 715 indirizzata ancora a Giovanni di Atharib, è una spiegazione delle lettere di Giacobbe di Edessa a Ciro di Dara, non comprese dal destinatario, e una risposta ad alcune domande sulla logica poste da un certo Tommaso lo Scultore. È questa la lettera in cui Giorgio precisa di non conoscere il greco, a differenza di Giacobbe di Edessa.
  - Una datata marzo 716 indirizzata di nuovo a Giovanni di Atharib, è una risposta a tre domande di astronomia.
  - Una datata 6 marzo 718 sempre indirizzata a Giovanni di Atharib, a proposito di una disputa sollevata durante un'assemblea di chierici sulla preghiera per i morti e la confessione dei peccati.
  - Una ancora indirizzata a Giovanni di Atharib, consacrata alla lettera di Giacobbe di Edessa sull'asceta Abramo.
  - Una datata dicembre 717 indirizzata a Giosuè di Baneb, è una risposta a tre domande sui sacramenti.
  - Una indirizzata al suo segretario, il prete Giacomo, su due passaggi di Gregorio Nazianzeno del quale contesta la traduzione, mentre la versione corretta gli era stata fornita da Attanasio di Balad.
  - Una, non inserita nella stessa raccolta, indirizzata ad un asceta di nome Addai.

Alcune di queste lettere fanno parte del Nomocanon della Chiesa ortodossa siriaca. Una delle lettere riproduce un frammento di Bardesane di Edessa.
In una delle lettere a Giovanni di Atharib, Giorgio menziona una Cronaca storica da lui composta. È andata perduta, ma è citata come fonte nella Cronografia di Elia di Nisibi.